# Lopezia globosa
Lopezia globosa är en dunörtsväxtart som beskrevs av Marcus Eugene Jones. Lopezia globosa ingår i släktet enmansblommor, och familjen dunörtsväxter. Inga underarter finns listade i Catalogue of Life.